# 杨仁山
杨仁山（1837年—1911年10月8日），名文会，字仁山，安徽石埭（今安徽池州石台）人。清朝末年佛教居士，中国近代佛教复兴运动的奠基人，被尊称为“近代中国佛教复兴之父”。楊仁山孫女為楊步偉，中國語言學家趙元任妻。

## 年谱
楊仁山出身官宦世家，其父楊樸庵，與曾國藩是同年的進士。但是楊自小不喜歡舉業，喜愛擊刺任俠，太平天國之亂時，曾襄助曾國藩辦理軍糧事務。精於工程事業，但富於民族情感，不願為官，曾國藩、李鴻章「咸以國士目之」，後服職於江寧籌防局。
同治年間，楊仁山移居杭州時，曾想娶一名杭州姑娘為妻，但受到母親及正室的反對，只同意讓他納為妾，後遂作罷。但經此事後，楊終日悶悶不樂，漫步西湖。在杭州書店中，見到《大乘起信論》，大為激賞，從此嗜讀佛教經典，開始他的佛教事業。
同治五年（1866年），移居南京，創立金陵刻經處。
光緒二年（1878年）受聘曾紀澤幕府，1880年（光緒四年）隨曾紀澤出使歐洲。
光緒12年（1886年），隨劉芝田出使英法，Holmes Welch 說他是第一個到過歐洲的中國佛教徒。在光緒12年的出使中，他在倫敦結識了日本學者南條文雄，歸國後與他密切合作，將在中國已失傳的佛教經典，重新自日本傳回中國，並編印出版。希望振興佛教，以佛教振興中國，作〈支那佛教振興策〉。
光緒34年（1908年），在金陵刻經處之下，建立祇洹精舍，這是中國第一所現代化的佛學教育機構。但因經費短缺，1910年停辦。
死於宣統辛亥年（1911年）陰曆八月十七日（即公历1911年10月8日），武昌起義（公历1911年10月10日，阴历八月十九日）前數日，享壽七十八歲。

## 佛學思想
以「行在彌陀，教尊賢首」知名，平生志在諸宗並弘。

## 著作
- 《杨仁山居士遗著》 金陵刻经处 1919年印行，臺灣文海出版社影印出版二冊。其書計含「大宗地玄文本論略註」、「佛教初學課本」、「十宗略說」、「觀無量壽佛經略論」、「論語發隱」、「孟子發隱」、「陰符經發隱」、「道德經發隱」、「沖虛經發隱」、「南華經發隱」、「等不等觀雜錄」、「闡教編」共十二種。